# 側帶鸚竺鯛
側帶鸚竺鯛（學名：Ostorhinchus pleuron），又稱側帶鸚天竺鯛，為輻鰭魚綱鈎頭魚目天竺鯛科鸚竺鯛屬下的一個種，分布於印度西太平洋區，從印度到新幾內亞,北至中國, 南至印尼海域，深度3至91公尺，本魚體呈橢圓形，體稍側扁，頭大、眼大、口大且斜裂，頜齒細小，前鰓蓋骨邊緣有鋸齒，鰓蓋骨後緣棘不發達，體被弱櫛鱗，頭部和身體上有2條棕色條紋，中側條紋延伸至尾鰭尖端，從腹側邊緣開始有垂直條紋，背側條紋從鼻子到眼睛上方，結束於第二背鰭中部，背鰭2個，尾鰭凹入，背鰭硬棘8枚、背鰭軟條9枚、臀鰭硬棘2枚、臀鰭軟條8枚，體長可達10.4公分，棲息在開放底部水域，夜間活動，屬肉食性，繁殖期時，雄魚具有口孵習性，卵約7日化成仔魚，由雄魚吐出，具短暫的仔魚飄浮期，生活習性不明。